# Jemen op de Olympische Zomerspelen 2024
Jemen nam deel aan de Olympische Zomerspelen 2024 in Parijs, Frankrijk.

## Aantal Deelnemers
Hieronder volgt een overzicht van de atleten die zich kwalificeerden voor de Olympische Zomerspelen van 2024.
| Sport       | Mannen | Vrouwen | Totaal |
| ----------- | ------ | ------- | ------ |
| Atletiek    | 1      | 0       | 1      |
| Judo        | 1      | 0       | 1      |
| Schietsport | 0      | 1       | 1      |
| Zwemmen     | 1      | 0       | 1      |
| Totaal      | 3      | 1       | 4      |

## Deelnemers en Resultaten

### Atletiek

#### Loopnummers
Mannen
| Atleet         | Onderdeel | Voorronde | Voorronde | Series         | Series         | Herkansingen | Herkansingen | Halve finale   | Halve finale   | Finale         | Finale         |
| Atleet         | Onderdeel | Tijd      | Rang      | Tijd           | Rang           | Tijd         | Rang         | Tijd           | Rang           | Tijd           | Rang           |
| -------------- | --------- | --------- | --------- | -------------- | -------------- | ------------ | ------------ | -------------- | -------------- | -------------- | -------------- |
| Samer Al-Yafae | 100 m     | 11,54     | 8         | Niet geplaatst | Niet geplaatst | n.v.t.       | n.v.t.       | Niet geplaatst | Niet geplaatst | Niet geplaatst | Niet geplaatst |

### Judo
Mannen
| atleet         | onderdeel | eerste ronde         | tweede ronde         | kwartfinale          | halve finale         | herkansing           | finale / BM          | finale / BM    |
| atleet         | onderdeel | tegenstander uitslag | tegenstander uitslag | tegenstander uitslag | tegenstander uitslag | tegenstander uitslag | tegenstander uitslag | rang           |
| -------------- | --------- | -------------------- | -------------------- | -------------------- | -------------------- | -------------------- | -------------------- | -------------- |
| EHesham Makabr | −60 kg    | McKenzie V 00 - 10   | niet geplaatst       | niet geplaatst       | niet geplaatst       | niet geplaatst       | niet geplaatst       | niet geplaatst |

### Schietsport
Vrouwen
| atlete            | onderdeel         | kwalificaties | kwalificaties | finale         | finale         |
| atlete            | onderdeel         | punten        | rang          | punten         | rang           |
| ----------------- | ----------------- | ------------- | ------------- | -------------- | -------------- |
| Yasameen Al-Raimi | 10 m luchtpistool | 559           | 40            | niet geplaatst | niet geplaatst |

### Zwemmen
Mannen
| atleet       | onderdeel         | series  | series | halve finale   | halve finale   | finale         | finale         |
| atleet       | onderdeel         | tijd    | rang   | tijd           | rang           | tijd           | rang           |
| ------------ | ----------------- | ------- | ------ | -------------- | -------------- | -------------- | -------------- |
| Yusuf Nasser | 100 m vlinderslag | 1.08,72 | 40     | niet geplaatst | niet geplaatst | niet geplaatst | niet geplaatst |